# Conogethes
Conogethes is een geslacht van vlinders van de familie van de grasmotten (Crambidae), uit de onderfamilie van de Spilomelinae. De wetenschappelijke naam voor dit geslacht is voor het eerst gepubliceerd in 1884 door Edward Meyrick.

## Soorten
- Conogethes clioalis (Walker, 1859)
- Conogethes diminutiva Warren, 1896
- Conogethes ersealis (Walker, 1859)
- Conogethes evaxalis (Walker, 1859)
- Conogethes haemactalis Snellen, 1890
- Conogethes mimastis Meyrick, 1897
- Conogethes pandamalis (Walker, 1859)
- Conogethes parvipunctalis Inoue & Yamanaka, 2006
- Conogethes pinicolalis Inoue & Yamanaka, 2006
- Conogethes pluto (Butler, 1887)
- Conogethes punctiferalis (Guenée, 1854)
- Conogethes sahyadriensis Shashank, Kammar, Mally & Chakravarthy, 2018
- Conogethes semifascialis (Walker, 1866)
- Conogethes spirosticha Meyrick, 1934
- Conogethes tenuialalis Chaovalit & Yoshiyasu, 2019
- Conogethes tharsalea (Meyrick, 1887)
- Conogethes umbrosa Meyrick, 1886